# Poemele luminii
"Poemele luminii" (1919) este primul volum de versuri aparținând lui Lucian Blaga, apărut la Biroul de imprimate "Cosînzeana" din Sibiu, care s-a bucurat de un succes răsunător și care este dedicat soției sale Cornelia Brediceanu.

## Poezii
- Eu nu strivesc corola de minuni a lumii
- Lumina
- Vreau să joc!
- Pământul
- Gorunul
- Mugurii
- Din părul tău
- La mare
- Noi și pământul
- Liniște
- Frumoase mâini
- Lacrimile
- Mi-aștept amurgul
- Dar munții-Unde-s?
- Fiorul
- Nu-mi presimți?
- Lumina raiului
- Scoica
- Trei fețe
- Martie
- Cresc amintirile
- Eva
- Visătorul
- Veșnicul
- Izvorul nopții
- Ghimpii
- Inima
- Stalactita
- Sus
- Noapte
- Legendă
- Primăvară
- Dorul
- Vei plânge mult ori vei zâmbi?
- Pax magna
- Melancolie
- O toamnă va veni
- Stelelor